# 保久町
保久町（ほっきゅうちょう）は愛知県岡崎市額田地区の町名。丁番を持たない単独町名であり、104の小字が設置されている。

## 地理
岡崎市東部に位置する。町内を保久川が西流した後南流する。住宅地は河川沿岸に形成され、その他は森林・農地として利用されている。

### 河川
- 保久川

### 字
| - 字赤羽根（あかばね） - 字木通沢（あけびざわ） - 字尼面（あまづら） - 字居喰田（いぐいだ） - 字池落（いけおち） - 字石田（いしだ） - 字井田（いだ） - 字市場（いちば） - 字井戸田（いどた） - 字岩ノ上ケ（いわのあげ） - 字後山（うしろやま） - 字梅平（うめだいら） - 字大浦田（おおうらだ） - 字大束（おおぞく） - 字小田（おだ） - 字片坂（かたさか） - 字鐘鋳場（かねいば） - 字上ミ上ケ（かみあげ） - 字上沢尻（かみさわじり） - 字上滝沢（かみたきさわ） - 字上藤四郎（かみとうしろう） - 字上豊原（かみとよはら） - 字上七ツ蔵（かみななつぐら） - 字上山口（かみやまぐち） - 字上若狭（かみわかさ） - 字神水（かんずい） - 字葛ノ本（くずのもと） - 字黒地（くろち） - 字桑田（くわた） - 字桑原（くわはら） - 字鯉ケ沢連（こいがさわれ） - 字郷渡（ごうど） - 字小高草（こたかくさ） - 字小屋ケ入（こやがいり） - 字小屋場（こやば） | - 字近藤（こんどう） - 字坂砂（さかさご） - 字坂下（さかした） - 字笹目（ささめ） - 字猿田（さるた） - 字猪戻（ししもどし） - 字下モ上ケ（しもあげ） - 字下沢尻（しもさわじり） - 字下滝沢（しもたきさわ） - 字下藤四郎（しもとうしろう） - 字下豊原（しもとよはら） - 字下七ツ蔵（しもななつぐら） - 字下山口（しもやまぐち） - 字下若狭（しもわかさ） - 字十三塚（じゅうさんづか） - 字障子上ケ（しょうじあげ） - 字神郷作（じんごうさく） - 字杉松（すぎまつ） - 字杉本（すぎもと） - 字砂間田（すなまだ） - 字提立（そだめだち） - 字外々外（そとがいと） - 字団子田（だんごだ） - 字千原田（ちはらだ） - 字筑畑（つきばた） - 字都合戸（つごうど） - 字椿（つばき） - 字寺ノ入（てらのいり） - 字道源（どうげん） - 字栃上ケ（とちあげ） - 字殿沢口（とのさわぐち） - 字泥運棒（どろんぼう） - 字鳶ケ巣（とんびがす） - 字長入（ながいり） - 字中田（なかだ） | - 字中村（なかむら） - 字中屋敷（なかやしき） - 字新座（にいざ） - 字西押廻シ（にしおしまわし） - 字入道（にゅうどう） - 字根畑（ねばた） - 字日影田（ひかげだ） - 字東押廻シ（ひがしおしまわし） - 字引木石（ひききいし） - 字檜（ひのき） - 字枇杷田（びわだ） - 字深田（ふかだ） - 字藤上ケ（ふじあげ） - 字仏供（ぶつざ） - 字蛇岩（へびいわ） - 字宝上ケ（ほうあげ） - 字保久道（ほっきゅうみち） - 字堀田（ほりた） - 字本沢（ほんざわ） - 字曲り（まがり） - 字松林（まつばやし） - 字実栗（みぐり） - 字水洗（みずあらい） - 字南（みなみ） - 字宮下（みやした） - 字宮田（みやだ） - 字向鳶ケ巣（むこうとんびがす） - 字桃ノ本（もものもと） - 字森下（もりした） - 字八重刈（やえがり） - 字山伏（やまぶし） - 字芳田（よしだ） - 字竜ケ蔵（りゅうがくら） - 字蕨平（わらびだいら） |

## 世帯数と人口
2019年（令和元年）5月1日現在の世帯数と人口は以下の通りである。
| 町丁   | 世帯数  | 人口  |
| ------ | ------- | ----- |
| 保久町 | 106世帯 | 252人 |

### 人口の変遷
国勢調査による人口の推移
| 2010年（平成22年） | 251人 | [ 6 ] |  |
| 2015年（平成27年） | 246人 | [ 7 ] |  |

## 小・中学校の学区
市立小・中学校に通う場合、学区は以下の通りとなる。
| 番・番地等 | 小学校             | 中学校             |
| ---------- | ------------------ | ------------------ |
| 全域       | 岡崎市立下山小学校 | 岡崎市立額田中学校 |

## 歴史

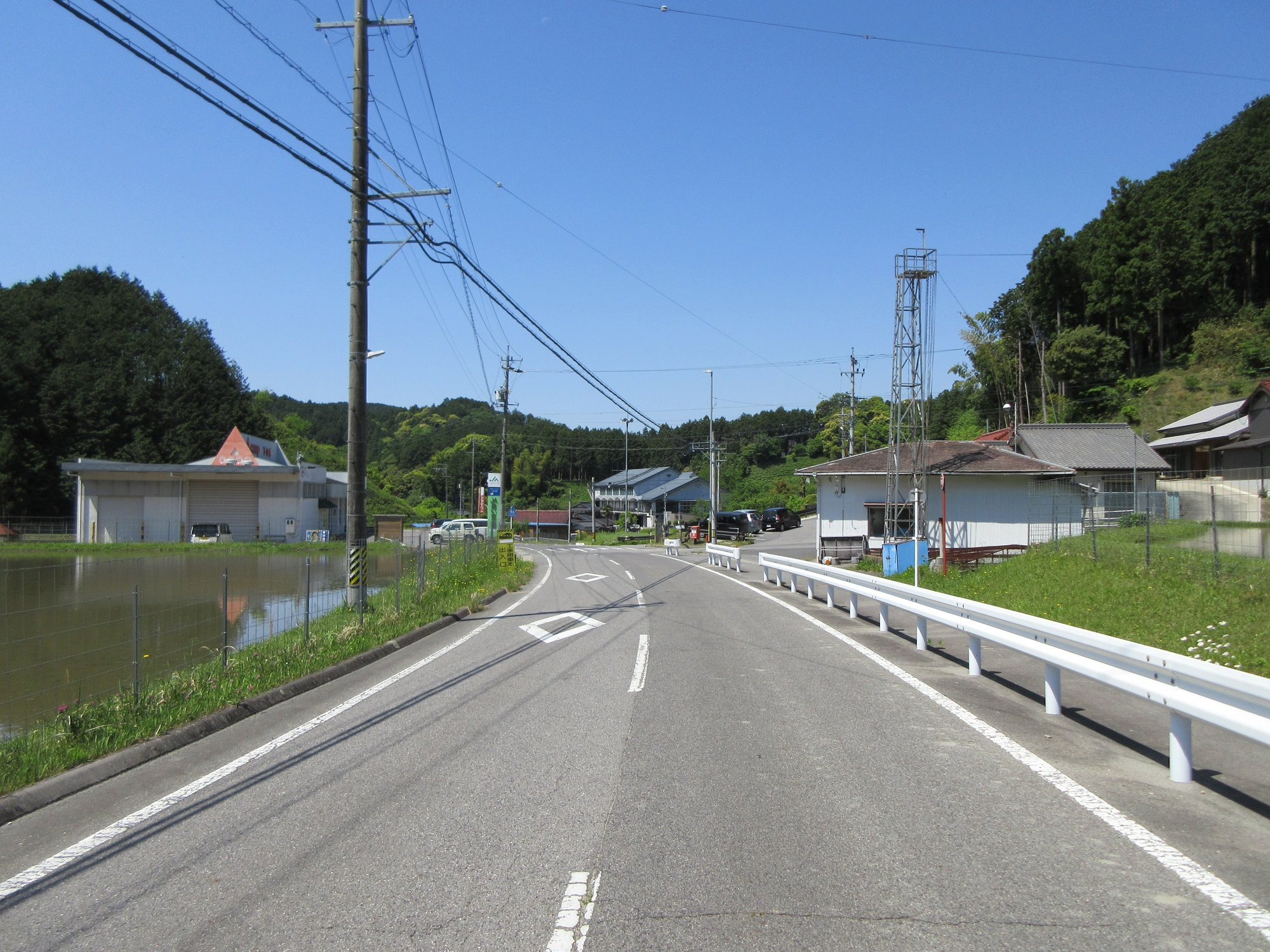
JAあいち三河形埜支店下山店（道路左）、りんぽ館（道路右）

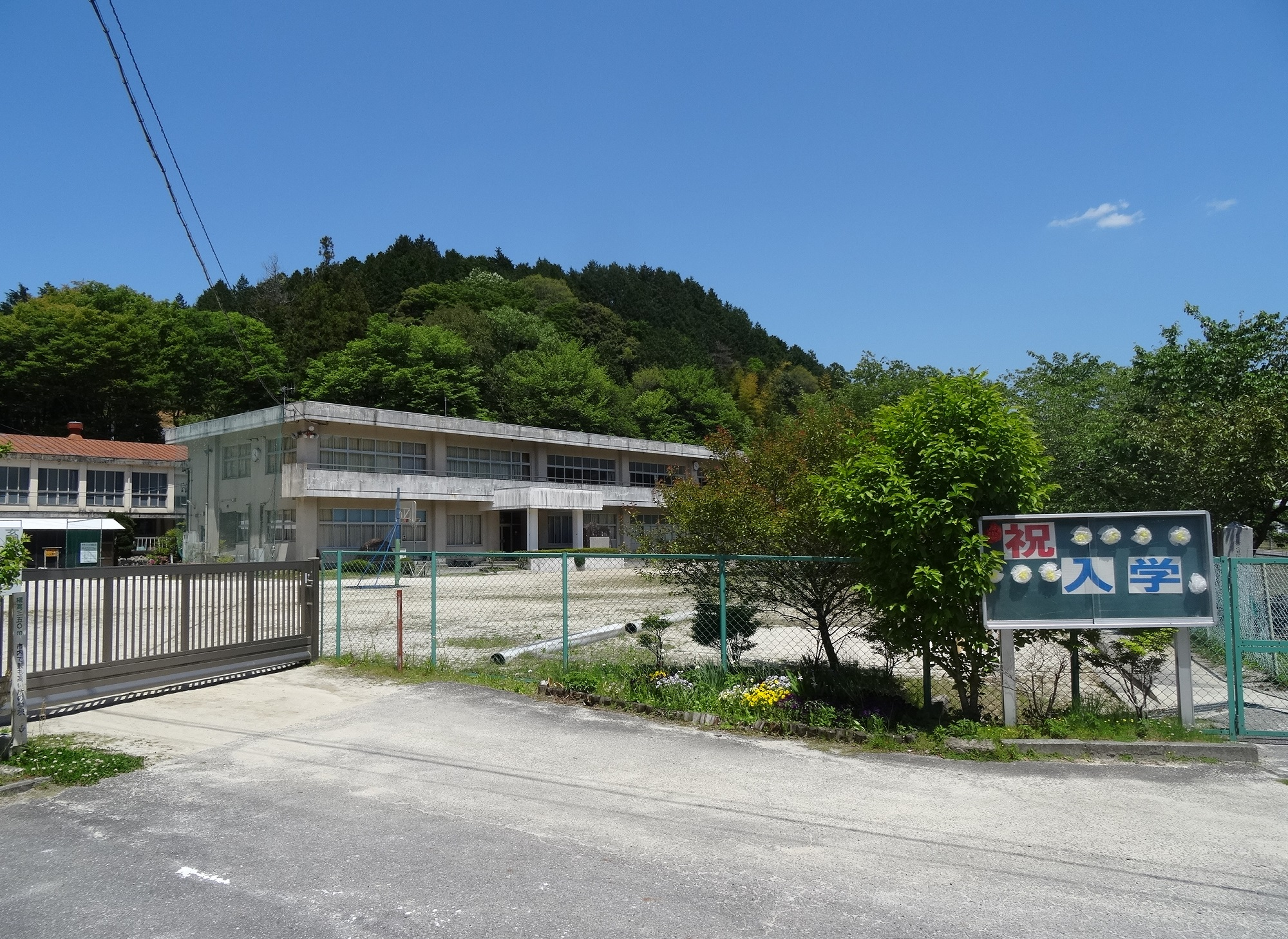
岡崎市立下山小学校

額田郡保久村を前身とする。鎌倉時代から三河守護足利氏被官の山下氏が保久城を拠点としていたが、室町時代後期の1461年に松平宗家第3代松平信光により滅ぼされた。江戸時代には、1651年旗本石川氏知行となり保久陣屋が置かれた。

### 沿革
- 2006年（平成18年）1月1日 - 岡崎市へ編入し、同市保久町となる[1]。

### 史跡
- 保久城跡
- 保久城主山下家墓所（市史跡）
- 保久古窯跡
- 保久遺跡
- 石川陣屋跡

## 交通
- 愛知県道331号一色小久田線
- 愛知県道336号蘭鍛埜線

## 施設
- 保久公民館
- 保久駐在所
- 額田保久簡易郵便局
- 保久簡易水道保久浄水場
- 岡崎市立下山小学校
- 保久八幡宮
- 柴田酒造場

## その他

### 日本郵便
- 郵便番号 : 444-3442[4]（集配局：額田郵便局[13]）。

## 参考資料
- 「角川日本地名大辞典」編纂委員会 編『角川日本地名大辞典 23 愛知県』角川書店、1989年3月8日。ISBN 4-04-001230-5。
- 有限会社平凡社地方資料センター 編『日本歴史地名体系第23巻 愛知県の地名』平凡社、1981年。ISBN 4-582-49023-9。